# Ulùpi, princesse chipie
Ulùpi, princesse chipie est un album jeunesse, réalisé par Gérard Moncomble (textes) et Mazan (illustrations) pour les éditions Gulf Steam. (2006)